# Parigi-Tours Espoirs 2016
La Parigi-Tours Espoirs 2016, settantaquattresima edizione della corsa, valida come evento dell'UCI Europe Tour 2016 categoria 1.2U, si svolse il 9 ottobre 2016 su un percorso di 180 km con partenza da Bonneval ed arrivo a Tours. Fu vinto dall'olandese Arvid de Kleijn che terminò la gara in 3h45'17", alla media di 47,94 km/h, battendo il francese Jules Roueil e terzo il belga Nicolas Primas.
Accreditati alla partenza 178 ciclisti, dei quali 144 completarono la gara.

## Squadre partecipanti
| N. | Cod. | Squadra                       |
| -- | ---- | ----------------------------- |
|    | RDT  | Rabobank Development Team     |
|    |      | Brest Iroise Cyclisme 2000    |
|    |      | Vendée U                      |
|    |      | Club Cycliste d'Étupes        |
|    |      | Chambéry Cyclisme Formation   |
|    |      | Club Routier 4 Chemins Roanne |
|    | CCB  | Color Code-Arden'Beef         |
|    | CJP  | Cyclingteam Jo Piels          |
|    |      | Cyclo-Club de Nogent-sur-Oise |
|    |      | Dunkerque Littoral Cyclisme   |
|    |      | EFC-Etixx                     |
|    |      | GSC Blagnac Vélo Sport 31     |
|    |      | Guidon Chalettois             |
|    |      | Île-de-France                 |
|    | TKG  | Kuota-Lotto                   |
|    |      | Limousin                      |

| N. | Cod. | Squadra                       |
| -- | ---- | ----------------------------- |
|    |      | Lotto Soudal U23              |
|    |      | Normandie                     |
|    |      | Océane Top 16                 |
|    |      | Sprinter Club Olympique Dijon |
|    | SEG  | SEG Racing Academy            |
|    |      | Sojasun Espoir-ACNC           |
|    | TGC  | Team Giant-Scatto U23         |
|    |      | Team Pays de Dinan            |
|    | KRA  | Team Ringeriks-Kraft          |
|    |      | Team U Nantes Atlantique      |
|    |      | Team Wallonie Espoirs         |
|    | WGN  | Team Wiggins                  |
|    |      | Touraine Team Cycliste 37     |
|    |      | Véloce Club Rouen 76          |
|    |      | Team Vulco-VC Vaulx-en-Velin  |
|    |      | VL Technics-Experza-Abutriek  |

## Ordine d'arrivo (Top 10)
| Pos. | Corridore          | Squadra       | Tempo    |
| ---- | ------------------ | ------------- | -------- |
| 1    | Arvid de Kleijn    | Jo Piels      | 3h45'17" |
| 2    | Jules Roueil       | U Nantes      | s.t.     |
| 3    | Nicolas Primas     | Pays de Dinan | s.t.     |
| 4    | Kevin Deltombe     | Lotto U23     | s.t.     |
| 5    | Charlie Arimont    | Color Code    | s.t.     |
| 6    | Enzo Wouters       | Lotto U23     | s.t.     |
| 7    | Christopher Latham | Wiggins       | s.t.     |
| 8    | Jan Logier         | VL Technics   | s.t.     |
| 9    | Adrien Carpentier  | VC Rouen 76   | s.t.     |
| 10   | Martijn Budding    | Rabobank DT   | s.t.     |